# سوتگیت (کنتاکی)
سوتگیت (به انگلیسی: Southgate) شهری در ایالت کنتاکی کشور ایالات متحده آمریکا است که جمعیت آن در سرشماری سال ۲۰۱۰ میلادی، ۳٬۸۰۳ نفر بوده‌است.